# Familienroman (Psychoanalyse)
Der Familienroman ist ein von Sigmund Freud und Otto Rank geprägter Terminus, der die Abwandlung der realen Familiengeschichte einschließlich der Wertschätzung realer kindlicher Bezugspersonen im Rahmen von Tagträumen oder Phantasmen bezeichnet. Dieser Wandel entspricht nach Auffassung von Freud unterschiedlichen kindlichen Wunschvorstellungen in verschiedenen Entwicklungsstadien und der dafür charakteristischen Wertschätzung der Beziehung zu den Eltern (vgl. Primärprozess und Sekundärprozess). Der Begriffsbestandteil „Roman“ bringt eine gewisse Abweichung von der Realität in ähnlicher Weise zum Ausdruck wie auch beim Konzept der Deckerinnerung. Der „Roman“ nimmt damit eine objektale Sichtweise ein. Er geht von der Annahme realer Bezugspersonen des Kindes bzw. des Jugendlichen und seiner realen Lebensgeschichte aus. Im Vergleich mit den vermeintlichen Bezugspersonen und der phantasierten Lebensgeschichte wird auf eine Beteiligung unbewusster Wunschvorstellungen geschlossen. Die „Romanhandlung“ gestaltet sich bisweilen so, dass die Eltern in diesen Phantasien durch sozial höherstehende Personen ersetzt werden, teilweise zeigt sich aber auch eine gegenteilige Tendenz der Zurücksetzung gegenüber diesen Bezugspersonen, indem diese abgewertet werden, ja sogar ihr Leben verlieren. Der Sinn solcher Abwandlung besteht nach Freud darin, dass die ersten Kinderjahre von einer großartigen Überschätzung und Idealisierung der Eltern beherrscht sind. Dementsprechend bedeuten König und Königin in Traum und Märchen nach Freud auch immer nur die Eltern. Diese Einstellung der Überschätzung mache später während des Sekundärprozesses einer kritischeren Haltung Platz.

## Zur Entstehung des Begriffs
Otto Rank erhielt durch die Freuds Schrift Gelegenheit, psychoanalytische Thesen anhand von Mythologien zu bestätigen. Dies tat er vor allem durch die Dokumentation von Geburtsberichten bzw. durch Berichte über königliche oder göttliche Eltern und die spätere Aussetzung von Heldenfiguren. Dabei wurden die Geburt von Herakles, Paris, Ödipus,
Romulus, Lohengrin, Sargon von Akkad, Moses, Kyros II. und Jesu miteinander verglichen. Durch das Einbeziehen von göttlichen bzw. von religiösen Themenbereichen werden entsprechende Fragestellungen über den Ursprung der Religion gefördert. Freuds Thesen beziehen sich auf die bereits in „Totem und Tabu“ dargelegten sozialpsychologischen Auffassungen. In seiner späteren Schrift „Der Mann Moses und die monotheistische Religion“ greift Freud dieses Konzept wieder auf.

## Unterschiede der Geschlechterrollen
Die Unterschiede in den Geschlechterrollen werden bei Freud primär im Sinne einer biologisch orientierten Sozialforschung gedeutet. Kulturell bedingte Unterschiede erscheinen nur von sekundärer Bedeutung. So beschreibt Freud die Mutter als persona „certissima“. Sie erscheint als statistisch in der Elternrolle am meisten „gesicherte“ bzw. als am häufigsten bei der Pflege und Erziehung des Kinds präsente Person. Der Vater wird als „pater semper incertus“ betrachtet, d. h. als „immer nur sehr unsicher“ zu bestimmender Elternteil sowohl in biologischer als auch in rechtlicher und erzieherisch-faktischer Hinsicht. Die hauptsächlich biologisch bedingte Elternrolle kommt auch in anderen Schriften Freuds zum Ausdruck. Die ambivalente Wertschätzung der Eltern resultiert also nach Freud schon aus den gegensätzlichen biologischen Gegebenheiten. Eine Mutter kann ihre Schwangerschaft nicht so einfach verbergen. Hierbei erschwert paradoxerweise die dauerhafte reale Präsenz der Mutter u. U. gerade ihre Idealisierung. Die Abwesenheit des Vaters dagegen kann zu einer Idealisierung geradezu beitragen.

## Rezeption
Ähnlich wie Otto Rank hat auch Carl Gustav Jung das Konzept des Familienromans für die Deutung mythologischer und mythennaher Erzählungen gewürdigt. Auch Eugen Drewermann ist als solcher Autor zu nennen. Er bezieht sich auf die Psychologie Jungs und seine Methode der Deutung auf der Subjektstufe, die sich von der Freudschen Arbeitsweise unterscheidet. Die Frage der Zentrierung mythologischer Darstellungen auf die tragende Figur der jeweiligen Erzählung, eines Märchens oder eines Mythus. Obwohl oft die Hauptfigur einer Erzählung festzustehen scheint, ist es meist nicht so einfach, sie herauszufinden. Die Vielzahl von Personen innerhalb der Handlung eines Märchens kann bedingt sein durch ein einziges Prinzip, das sich als Individuationsprinzip im Wechselspiel mit einander gegensätzlichen Kräften beschreiben lässt. So etwa das häufig in Mythen und Märchen wiederkehrende Versatzstück der Geschichte eines kranken Königs, der seine drei Söhne aussendet, um Heilung zu finden. Figuren wie „König“, „Vater“ und „Gott“ stehen hier nach Jung auch stellvertretend für das Bewusstsein, die Söhne für die Ichkräfte.